# 西岩道村
西岩道村（にしいわみちむら）は、かつて岐阜県養老郡に存在した村である。
現在の養老郡養老町西岩道に該当する。
当村が成立したさいは多芸郡の村であったが、郡制施行後、養老郡の村となっている。

## 歴史
- 1889年（明治22年）7月1日 - 町村制により西岩道村が発足。
- 1897年（明治30年）4月1日[1] - 郡制に基づき、多芸郡の大部分と上石津郡が合併し、養老郡になる。当村は養老郡の村となる
- 1898年（明治30年）4月1日 - 口ヶ島村、飯之木村、岩道村、大跡村が合併し、広幡村が発足。同日西岩道村は廃止。